# Megalagrion oceanicum
Megalagrion oceanicum là một loài chuồn chuồn kim trong họ Coenagrionidae là loài đặc hữu của đảo the của Oʻahu in Hawaii. It inhabits sông in the Waiʻanae và Koʻolau ranges. Nó bị đe dọa do mất nơi sống.

## Hình ảnh

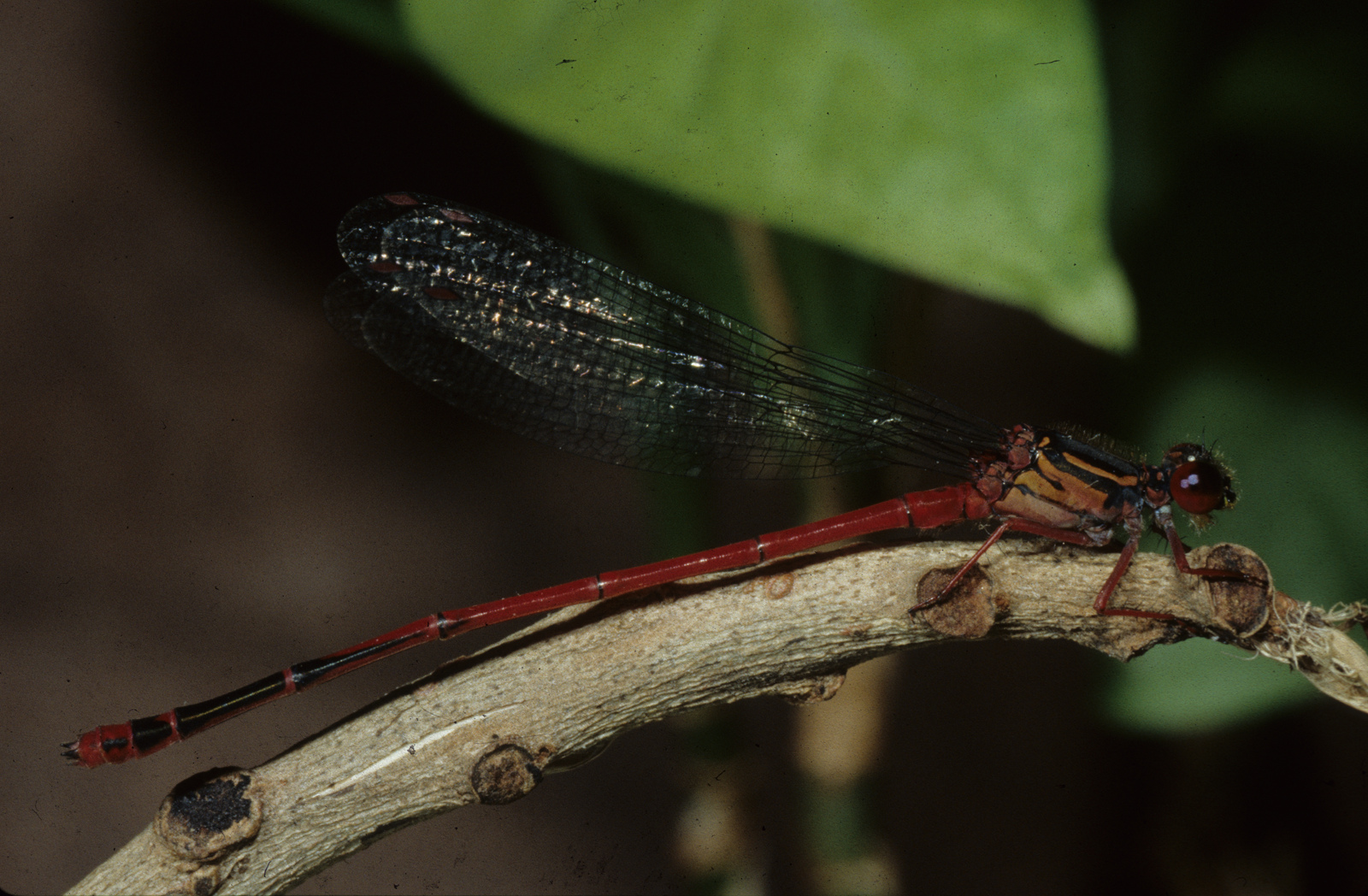
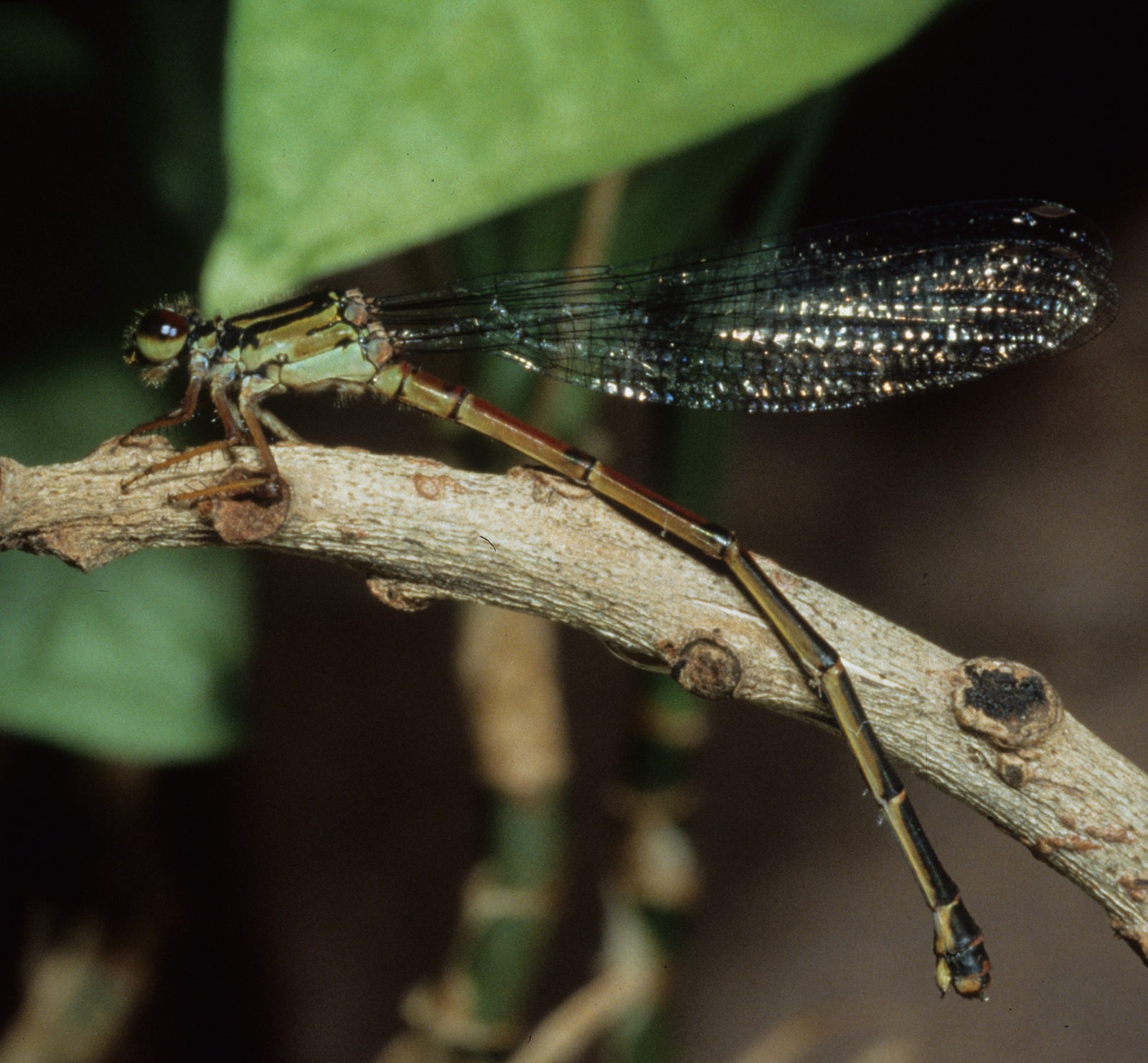